# هارولد ميلر
هارولد ميلر (بالإنجليزية: Harold Miller)‏ (1 يناير 1902 سانت ألبانز المملكة المتحدة - 24 أكتوبر 1988) هو لاعب كرة قدم بريطاني سابق كان يلعب كمهاجم.

## روابط خارجية
- هارولد ميلر على موقع قاعدة بيانات كرة القدم.إي يو (الإنجليزية)
- هارولد ميلر على موقع ناشيونال فوتبول تيمز (الإنجليزية)